# Rebel Heart (chanson de Madonna)
Pour les articles homonymes, voir Rebel Heart.
Pistes de Rebel Heart
Messiah
(18) Auto-Tune Baby
(20)
Rebel Heart est une chanson du 13e album studio de Madonna, Rebel Heart, dont elle est la dix-neuvième piste (sur l'édition Deluxe de Rebel Heart).
Madonna a co-écrit et co-produit la chanson avec Avicii, Arash Pournouri, Salem Al Fakir, Magnus Lidehäll et Vincent Pontare. Une première démo de « Rebel Heart » ainsi que la version finale, toutes deux ont été divulguées sur Internet avant la sortie prévue de l’album. La version finale a été mise à disposition le 6 mars 2015 lors de la sortie de Rebel Heart.
Alors que la démo était une chanson dance, la version album de « Rebel Heart » est acoustique et composée dans une tonalité majeure. L’enregistrement a été généralement bien accueilli par les critiques musicaux, qui ont admiré la nature autobiographique de la composition où Madonna reconnaît son héritage musical. La chanson a été incluse dans la setlist du Rebel Heart Tour (2015-2016), où Madonna l’a interprétée devant une toile de fond affichant du fan art. Elle l’a également interprété lors d’un concert en soutien à Hillary Clinton.

## Contexte et publication
Pour son treizième album studio, Madonna a recruté une grande équipe d’auteurs-compositeurs et de producteurs. En mars 2014, elle a téléchargé une photo sur son compte Instagram d’un coucher de soleil, avec les mots « Rebel Heart » et la légende « Le jour se transforme en nuit. Je n’abandonnerai pas le combat. Je ne veux pas arriver à la fin de mes jours... en disant que je n’étais pas étonné ! #revolutionoflove », ce qui a suscité des spéculations selon lesquelles elle se préparait à sortir un nouvel album ou un nouveau single. À la mi-2014, elle a téléchargé une photo qui la révélait jouer de la guitare aux côtés du musicien électronique suédois Avicii. 

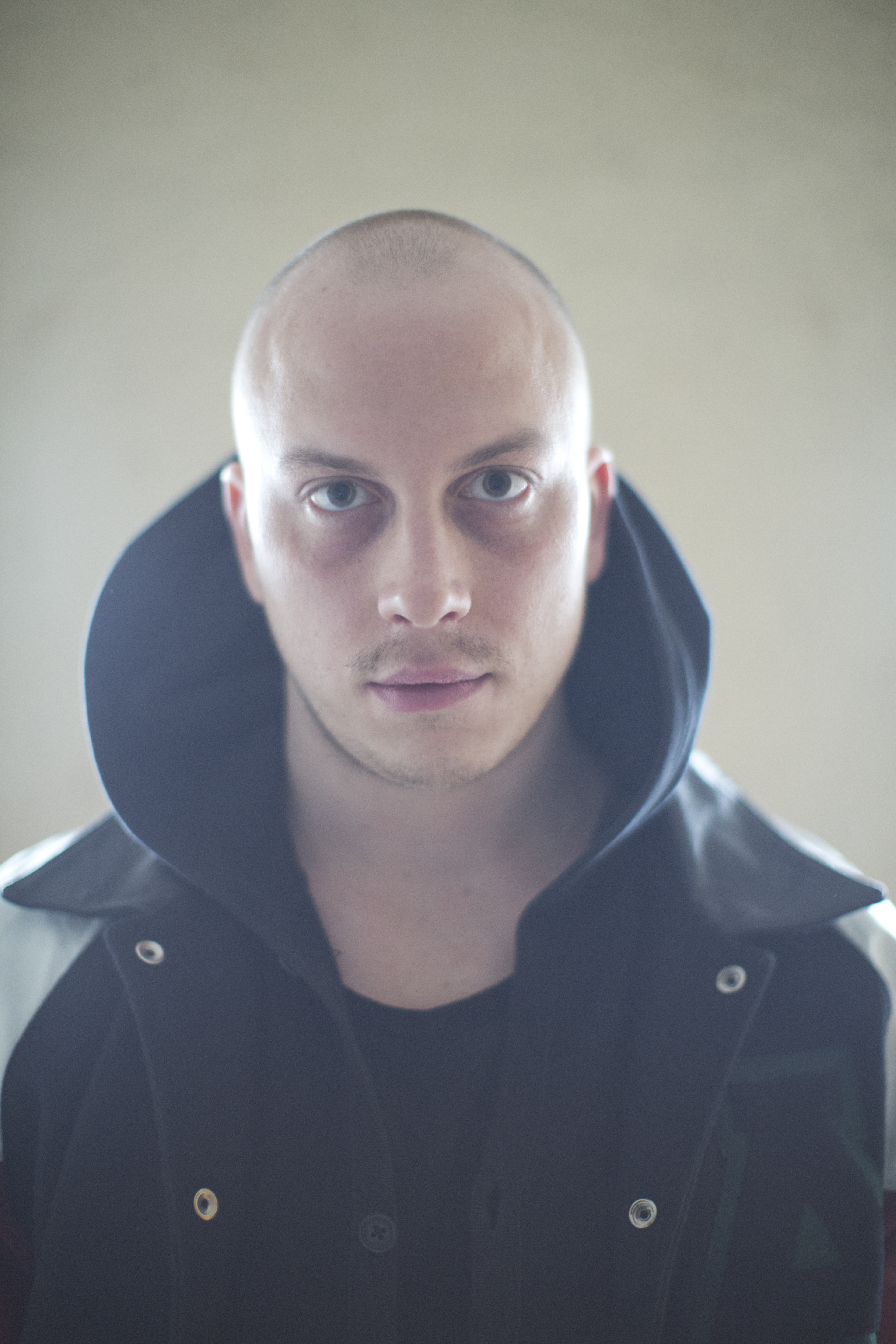
Deux des auteurs et producteurs de la chanson : Magnus Lidehäll...

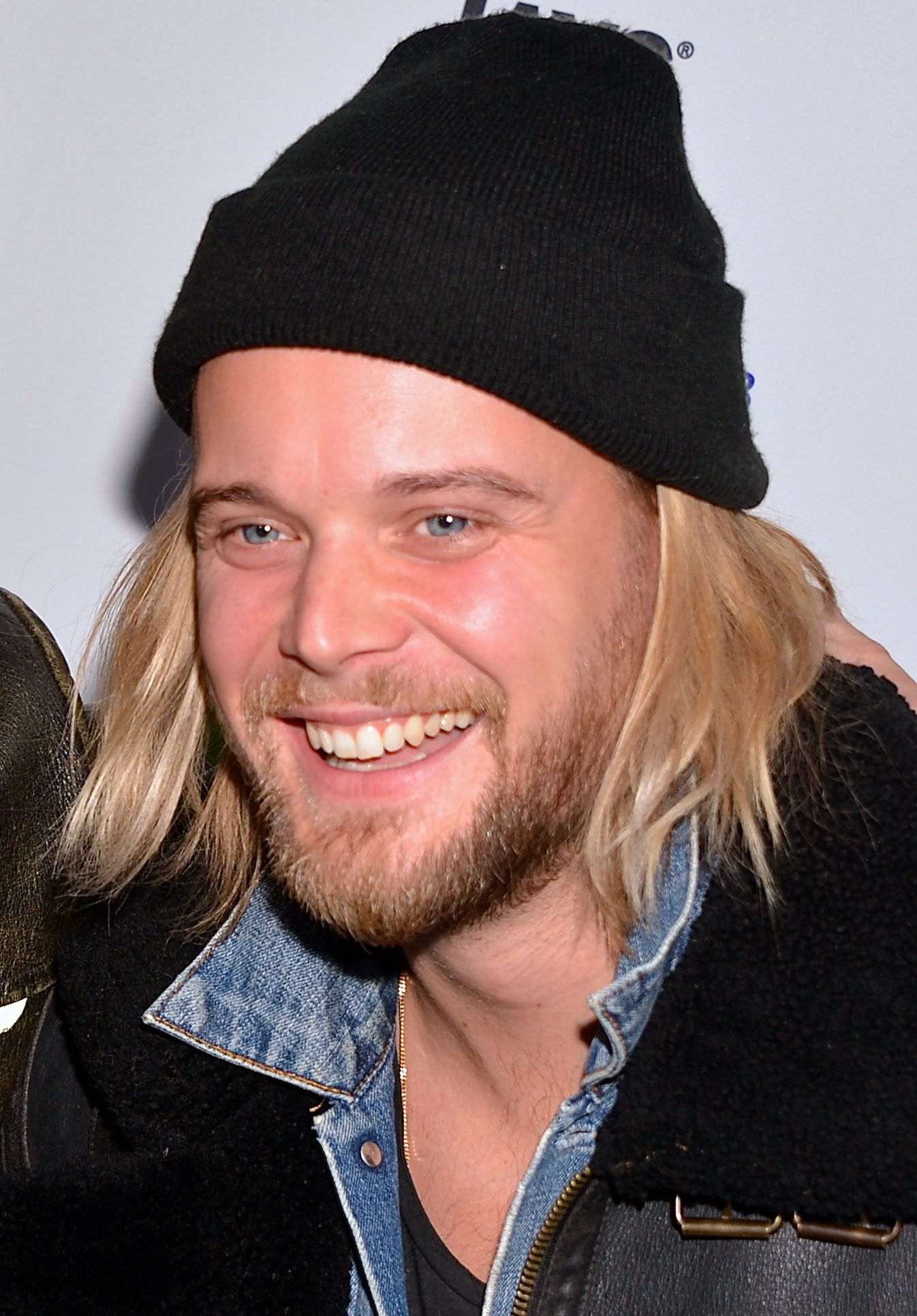
... et Vincent Pontare.

En novembre 2014, la démo d’une chanson intitulée « Rebel Heart » a fuité sur Internet,, ce qui a amené Madonna à prendre sur Instagram et à poster une photo d’un iPod brisé et à expliquer: « Cet ipod cassé est un symbole de mon cœur brisé ! Que ma musique a été volée et divulguée ! J’ai été violé en tant qu’humain et artiste! #fuckedupshit ». Elle a décrit la situation comme du « terrorisme » et une forme de « viol artistique ».  Les fuites involontaires ont conduit le chanteur à sortir six pistes terminées via iTunes en pré-commande pour l’album le 20 décembre 2014. L’album, également intitulé Rebel Heart, a été divulgué en ligne dans son intégralité le 3 février 2015, plus d’un mois avant sa sortie prévue. La version finale a ensuite été publiée uniquement sur les éditions Deluxe et Super Deluxe de l’album le 6 mars 2015.

## Enregistrement et composition
La version finale de « Rebel Heart » incluse dans l’album a été radicalement changée par rapport à la démo divulguée, en incorporant un son acoustique. Il a été écrit par Madonna avec Avicii, Arash Pournouri, Salem Al Fakir, Magnus Lidehäll et Vincent Pontare et a été produit par tous, sauf Pournouri. Il est chanté dans une tonalité majeure, en commençant par des sons de guitare brillants et optimistes selon Amy Pettifer de The Quietus. L’instrumentation de la chanson se compose de claquements de doigts et d’un violon. Dans le contenu lyrique autobiographique, Madonna reconnaît son héritage dans l’industrie de la musique, chantant des lignes comme « Hell yes, this is me, Right where I’m supposed to be », suivies du refrain,.
Selon Greg Kot du Chicago Tribune, « Rebel Heart » rappelle la musique folk-rock que Madonna avait faite dans le passé, mais diffère en raison de l’utilisation de claquements de doigts et de certaines « cordes vives ». Kot a constaté qu’avec les paroles « abordant les défauts de caractère et les faux pas avec une candeur sans précédent, [la chanteuse] suggère comment une autrefois provocatrice peut mûrir et rester intéressante, sinon rester au centre de la culture pop comme elle l’était autrefois. ». Qualifiant l’album de « moment pop le plus réussi », Evan Sawdey de PopMatters, a observé que Madonna faisait de nombreuses références à son passé avec les paroles. Il a énuméré des exemples comme la relation tendue de Madonna avec son père, à l’image narcissique de la chanteuse dans les médias. Sawdey croyait également qu’au lieu d’être « auto-référentielles », les paroles dépeignaient plutôt un côté plus humain de la chanteuse.

## Réception critique
« Rebel Heart » a reçu des critiques positives de la part des critiques musicaux. 
- Pettifer a écrit: « La dernière chanson de l’album semble être la première à jaillir correctement dans la vie auditive dans une tonalité majeure sans excuse [...] La chanson raconte l’histoire de sa chanteuse – qui elle était et comment elle est devenue qui elle est – ce qui est vraiment la vanité sous-jacente du disque ». Pettifer a également écrit que les paroles étaient « plus autobiographiques et donc plus intéressantes »[8].
- Bradley Stern, éditeur et éditeur de MuuMuse, a également fait l’éloge des paroles autobiographiques de la chanson : « Le message est sincère, vulnérable et sans aucun doute fidèle à l’histoire de Madonna, la musique est forte et ce refrain est tout à fait hymne. Madonna n’a pas eu un disque vraiment riche, auteur-compositeur-interprète et amical depuis un certain temps – peut-être depuis Music? — c’est donc assez incroyable d’entendre à nouveau une mélodie aussi forte de la reine ». Il l’a appelée « l’une de ses meilleures chansons depuis longtemps ». Stern a préféré la démo divulguée à la version originale finale[2].
- Caryn Grant de Rolling Stone, a écrit que « l’album est à son apogée quand Madonna pousse tout le monde sur le côté et nous le dit directement. Il est donc approprié qu’elle termine l’édition de luxe avec la chanson titre [...] Au fond, elle a un cœur rebelle – et vous ne pouvez pas lui reprocher de nous rappeler que la musique pop est d’autant mieux pour elle »[11].
- À propos de la démo divulguée, Daniel Welsh du Huffington Post, a écrit que « cela a pris les meilleures parties du son d’Avicii et les a mélangées avec Madonna, plutôt que de nous donner un exploit agressant à l’oreille. Madonna » numéro sur 'mettre vos boissons en place' et 'descendre sur le sol' »[11].
- Spin a déclaré qu’il s’agissait de la « mélodie la plus douce de la chanteuse depuis What It Feels Like for a Girl, avec son registre lâché d’une octave ou deux jusqu’à ce qu’il ressemble à la Liz Phair de Somebody’s Miracle de 2005 (sous-estimée) »[12].
- Le magazine Q, l’a qualifié de « titre émouvant et autobiographique, où Madonna réfléchit longuement à sa carrière et à sa motivation. Cela vous fait vous demander ce qu’elle pense devoir prouver en 2015 avec une chanson comme Bitch I’m Madonna quand elle a tout prouvé et que nous y prêtons attention depuis des années ».

En 2018, Billboard, l’a choisie comme la 72e plus grande chanson de la chanteuse, la qualifiant de « chant sentimental qui revient sur son chemin cahoteux vers la célébrité, ajoutant une certaine conscience de soi haussée (« J’ai passé du temps en tant que narcissique... essayer d’être si provocateur / j’ai dit: « Oh oui, c’était moi ») pour éviter que les choses ne deviennent trop schmaltzy ».

## Interprétations en concert

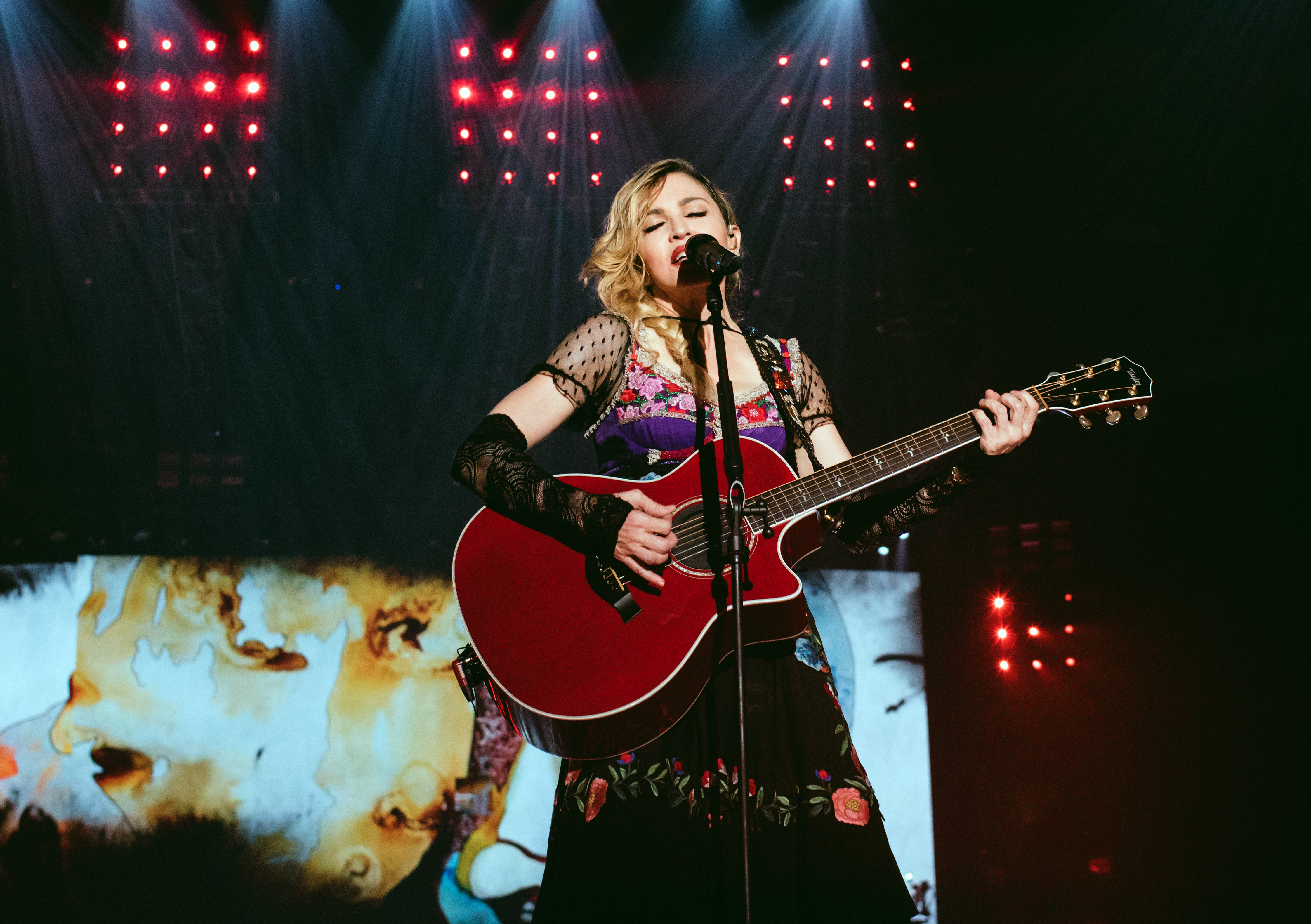
Madonna interprétant le morceau pendant le Rebel Heart Tour (2015-2016)

La chanson a été incluse dans la setlist du Rebel Heart Tour (2015-2016). Il clôturait le troisième segment de l’émission et mettait en vedette Madonna, vêtue d’une robe d’inspiration gitane créée par Alessandro Michele pour Gucci, composée d’un châle, d’un chapeau flamenco, d’une dentelle, de jupes et d’un body jacquard, jouant de la guitare acoustique tandis que les écrans de fond représentaient une forme de fan art représentant de nombreuses images de la chanteuse à travers le temps,,. Madonna avait déjà lancé un concours en ligne appelant ses fans à soumettre leur art pour une galerie numérique; les gagnants choisis verraient leur travail exposé comme toile de fond pendant la tournée. Jordan Zivitz de la Gazette de Montréal, a écrit que « dans la deuxième catégorie du concert, aucun ne s’est démarqué plus que la chanson-titre édifiante de Rebel Heart, présentée comme une déclaration d’identité et de gratitude ». Inversement, Joshua Ostroff du  Huffington Post, a constaté que seules quelques personnes pouvaient chanter sur la piste pendant la tournée, prouvant ainsi que les nouvelles chansons de l’album n’avaient pas de lien avec le public.  La performance de la chanson lors des concerts du 19 au 20 mars 2016 à l’Allphones Arena de Sydney, a été enregistrée et publiée dans le cinquième album live de Madonna, Rebel Heart Tour (2017). Le 7 novembre 2016, Madonna a interprété « Rebel Heart » dans le cadre d’un concert acoustique impromptu au Washington Square Park en soutien à la campagne présidentielle d’Hillary Clinton. 

## Crédits et personnel

### Gestion
- Webo Girl Publishing, Inc. (ASCAP) / EMI Blackwood Music Inc. (BMI) o/b/o EMI Music Publishing Scandinavia AB (STIM)
- Sony/ATV Songs LLC (BMI) o/b/o Sony/ATV Music Publishing Scandinavia AB (STIM) / Universal Polygram International (ASCAP) o/b/o Universal Music Publishing AB (STIM)
- Warner-Tamerlane Pub Corp. o/b/o elle-même et Papa George Music (BMI) / Please Gimme My Publishing c/o EMI Blackwood Music, Inc. (BMI)/Sony/ATV Songs LLC (BMI).

### Personnel
- Madonna – chant, auteur-compositeur, producteur
- Tim Bergling – auteur-compositeur, producteur
- Tommy Brown – auteur-compositeur
- Demacio « Demo » Castellon – ingénieur, mixeur audio
- Salem Al Fakir – auteur-compositeur
- Noah Goldstein – ingénieur, mixeur audio
- Magnus Lidehäll – auteur-compositeur
- Zeke Mishanec – enregistrement additionnel
- Vincent Pontare – auteur-compositeur, chœurs additionnels
- Ron Taylor – montage PT supplémentaire

Crédits et personnel adaptés du site officiel de Madonna.